# Camponotus punctaticeps
Camponotus punctaticeps är en myrart som först beskrevs av Mayr 1867.  Camponotus punctaticeps ingår i släktet hästmyror, och familjen myror. Inga underarter finns listade.